# Neutralni element
U matematici, neutralni element je poseban tip elementa skupa s obzirom na binarnu operaciju na tom skupu.
Neutralni element se često zove samo neutral.
Neka je (S,*) skup S s binarnom operacijom * na S. Tada se element e iz S zove lijevi neutral ako je e*a = a, za svaki a iz S i desni neutral ako je a * e = a, za svaki a iz S.
Neutral s obzirom na zbrajanje se zove aditivni neutral (često se označava s 0), a neutral s obzirom na množenje se zove multiplikativni neutral (često se označava s 1). Ta razlika se najviše koristi kod skupova koji podržavaju obje operacije, na primjer kod prstena.

## Svojstva
Ako u (S,*) imamo i lijevi i desni neutral, onda su oni jednaki i imamo samo jedan obostrani neutral. Da bismo ovo vidjeli, uočimo da ako je l lijevi neutral i r desni, onda je l = l * r = r.